# جوانا درابيك
جوانا درابيك (بالبولندية: Joanna Drabik) مواليد 28 أكتوبر 1993 في بولندا، هي لاعبة كرة يد بولندية تلعب كمحور. مثلت منتخب بولندا لكرة اليد للسيدات.

## سجل المنافسة
شاركت في البطولات التالية:
- بطولة أوروبا لكرة اليد للسيدات 2014
- بطولة أوروبا لكرة اليد للسيدات 2016

## الإنجازات
- البطولة البولندية:
  - الفوز: 2014

## روابط خارجية
- جوانا درابيك على موقع الاتحاد الأوروبي لكرة اليد (الإنجليزية)